# براد باركر
براد باركر (23 أبريل 1980 في كندا - ) هو لاعب كرة قدم كندي في مركزي الوسط والدفاع. شارك مع منتخب كندا تحت 17 سنة لكرة القدم ومنتخب كندا تحت 20 سنة لكرة القدم ومنتخب كندا لكرة القدم. أما مع النوادي، فقد لعب مع فاينورد.

## وصلات خارجية
- براد باركر على موقع الاتحاد الدولي (مؤرشف)  (الإنجليزية)
- براد باركر على موقع ناشيونال فوتبول تيمز (الإنجليزية)
- براد باركر على موقع عالم كرة القدم.نت (الإنجليزية)